# Marielle Gallo

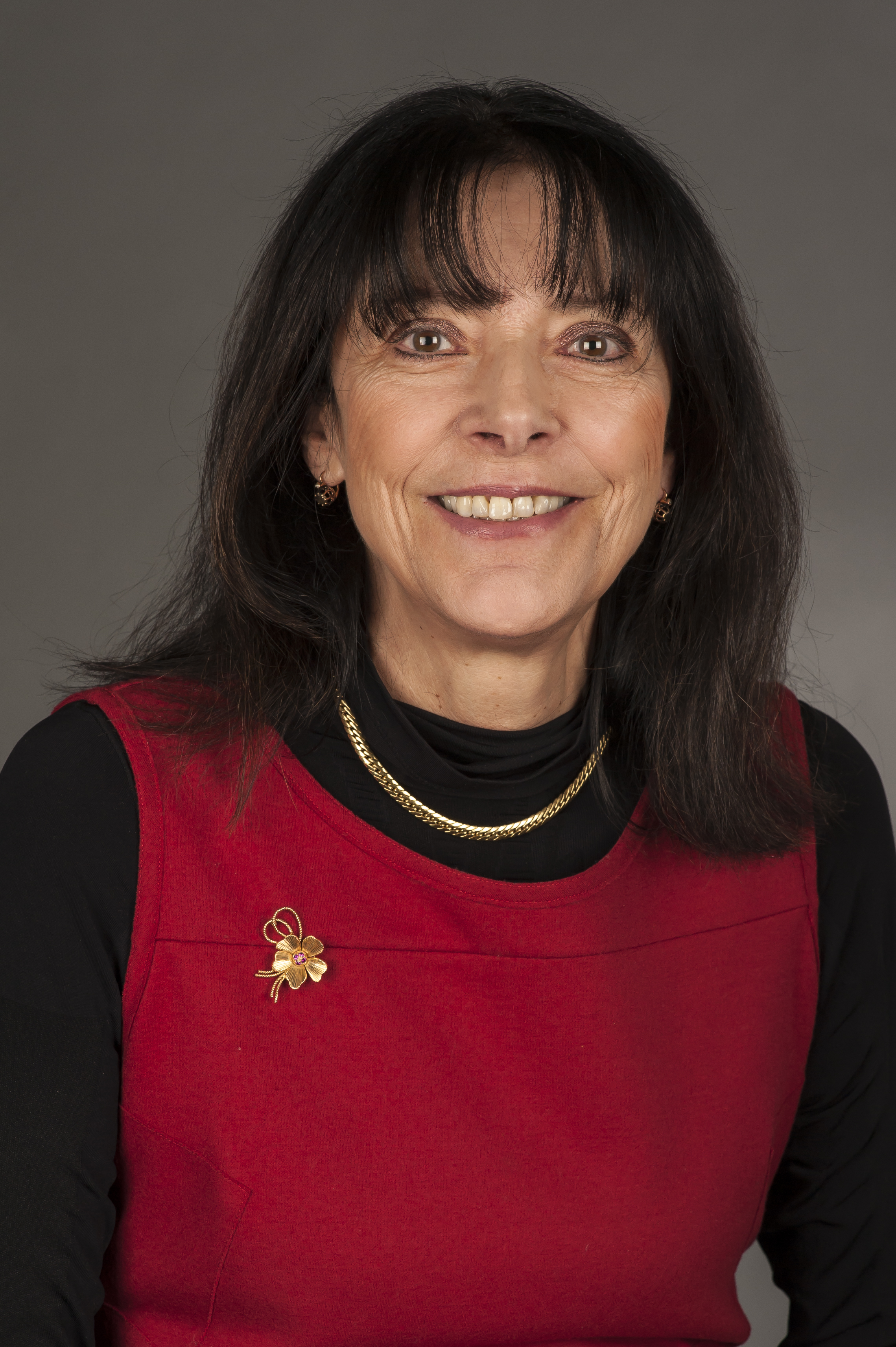
Marielle Gallo (2014)

Marielle Gallo (* 19. Mai 1949 in Lons-le-Saunier) ist eine französische Politikerin (La Gauche moderne, EVP).
Nach dem Hochschulabschluss in allgemeinem Privatrecht an der Universität Paris I und der Zulassungsprüfung zum Beruf des Rechtsanwalts wurde Gallo Mitglied der Rechtsanwaltskammer von Paris.
Gallo ist seit der Gründung 2007 Mitglied der Partei La Gauche moderne. 2008 wurde sie in den Parteivorstand gewählt, 2009 wurde sie Parteisprecherin. Im gleichen Jahr wurde sie im Wahlkreis Île-de-France in das Europäische Parlament gewählt.
Unter dem Pseudonym Marielle Gallet schrieb Gallo mehrere Romane.

## Zitate
Nous sommes censés représenter les citoyens, mais comme ils sont occupés à autre chose, nous sommes censés réfléchir à leur place !
(Wir sind dazu da, die Bürger zu vertreten, aber da sie mit anderen Dingen beschäftigt sind, ist es unsere Rolle, an ihrer Stelle zu denken!) -- geäußert als Reaktion darauf, dass die Ausschüsse des EU-Parlaments das von ihr unterstützte ACTA-Abkommen ablehnten, nachdem es massive Bürgerproteste dagegen gegeben hatte, welche sie als weiche Form des Terrorismus bezeichnete.